# بيل يونغ (رائد أعمال)
بيل يونغ (بالإنجليزية: Bill Young)‏ هو رائد أعمال أسترالي، ولد في 4 مارس 1974 في سيدني في أستراليا.

## وصلات خارجية
- بيل يونغ عل موقع إسبنسكروم (الإنجليزية)